# Ossigeno - EP
Ossigeno - EP è il secondo EP del rapper italiano Rkomi, pubblicato il 13 luglio 2018 dalle etichette Universal e Thaurus Music.

## Il disco
L'EP è stato pubblicato il 13 luglio 2018, e Rkomi ha volutamente evitato di classificarlo come un suo album in studio o mixtape. Il disco è stato accompagnato anche dalla pubblicazione del libro Ossigeno, una biografia anticonformista di Rkomi stesso, scritta da Tommaso Naccari durante un viaggio dei due a Valencia.
Dal disco è stato estratto un singolo, Acqua calda e limone, che vede la partecipazione di Ernia: il video è stato pubblicato il 19 luglio seguente.

## Accoglienza
Il disco è passato in sordina rispetto ai due lavori precedenti di Rkomi, Io in terra e Dasein Sollen, anche per le diverse sonorità adottate in quest'occasione dal rapper milanese, che abbandona l'uso dei bassi in favore di basi più strumentali (come la chitarra in Vuoi una mano?), discostandosi cioè dall'hip hop/trap ed avvicinandosi al pop ed al funky. Ciononostante, il pubblico di nicchia ha apprezzato il lavoro di Rkomi, elogiando il suo tentativo di innovarsi ed evolversi.

## Tracce
1. Vuoi una mano? – 2:38 (testo: Martorana – musica: Tognini)
2. Solletico (feat. Tedua, Night Skinny) – 3:06 (testo: Martorana, Molinari – musica: Pace)
3. Per un pugno di emozioni – 2:07 (testo: Martorana – musica: Lombroni Capalbo)
4. São Paulo (feat. Mc Bin Laden, The Night Skinny) – 2:59 (testo: Martorana, Lima – musica: Pace)
5. Acqua calda e limone (feat. Ernia) – 3:21 (testo: Martorana, Professione – musica: Pulga)
6. Ossigeno – 3:01 (testo: Martorana – musica: Tognini)

## Classifiche
| Classifica (2018) | Posizione massima |
| ----------------- | ----------------- |
| Italia            | 2                 |